# Ga Pyeonggang
Ga Pyeonggang (tiếng Hàn: 평강역; Hanja: 平江驛) là ga trên Tuyến BGLRT của Busan Metro ở Daejeo-dong, quận Gangseo, Busan, Hàn Quốc.

## Liên kết
- (tiếng Hàn) Thông tin ga từ Tổng công ty vận chuyển Busan